# Prue Halliwell
Prudence Halliwell, detta Prue, è una delle protagoniste delle prime tre stagioni della serie televisiva Streghe. L'attrice che interpreta il ruolo di Prue è Shannen Doherty. Il suo personaggio esce di scena nell'ultimo episodio della terza stagione del telefilm, Il segreto svelato, per mano del demone Shax.
Questo perché l'attrice Shannen Doherty inizialmente si pensava che avesse deciso di lasciare la serie televisiva dopo 66 episodi come co-protagonista. L'attrice è stata quindi "sostituita" da Rose McGowan, nel ruolo della nuova protagonista Paige Matthews, figlia illegittima di Patty Halliwell, in modo da ricomporre il potere del trio.
Dopo diversi anni, con grande sorpresa per i fan della serie e dell'attrice, Shannen rivela attraverso un podcast chiamato "Let's be clear" un retroscena inaspettato nel quale viene spiegato il vero motivo per cui si decise di proseguire le stagioni successive senza la più grande delle sorelle Halliwell.
La verità consiste in una mossa poco corretta dell'attrice Alyssa Milano (alias Phoebe) che chiese di scegliere tra lei e la sua collega Shannen (Prue), presentando dei fascicoli accusatori su quest'ultima, dove veniva sostenuto che la collega non avesse un comportamento corretto nei suoi confronti, tesi smentita dalla stessa in un'intervista del 2021, dove dichiara che lei sentiva una competizione troppo alta nei confronti di Shannen, assumendosi poi gran parte delle responsabilità di queste tensioni createsi tra loro.
Alyssa ha quindi creato un ambiente ostile sul set e alla fine dell'ultimo episodio della terza stagione, a Shannen viene "impedito" di proseguire le riprese a fronte delle accuse riportate nel fascicolo e quindi licenziata. Il tutto viene "mascherato" dalla tragica morte del personaggio di Prue lasciando i fan atterriti e devastati da questo cliffhanger.

## Biografia
Prudence detta Prue, figlia primogenita di Patty Halliwell e Victor Bennet, è nata il 28 ottobre 1970, ed è la sorella maggiore di Piper e Phoebe Halliwell, nonché sorellastra maggiore di Paige Matthews (che però conoscerà solo nella 9ª stagione a fumetti, dato che sarà proprio la morte di Prue nella terza stagione a portare Paige alla conoscenza delle altre due sorellastre, Piper e Phoebe). Muore nella seconda metà del 2001 per mano del demone Shax a conclusione dell'episodio 3.22, intitolato Il segreto svelato, l'ultimo della terza stagione.

### Carattere
Prue è la più forte del Trio, sia dal punto di vista magico (fino a quando Piper non acquisisce il potere dell'accelerazione molecolare, nel 20º episodio della terza stagione) che caratteriale. Pur essendo molto riflessiva e responsabile, gradualmente, col procedere della serie, diventa sempre più entusiasta, quasi spericolata, nella lotta contro i demoni. Tra le sorelle Halliwell, è quella che ha maggiormente sofferto per la morte della madre, e ciò l'ha spinta ad essere iperprotettiva nei confronti di Piper e Phoebe.

### Amori
Nel corso della prima stagione, Prue ha un'intensa storia d'amore con l'ispettore di polizia Andy Trudeau. Dal loro appuntamento nel primo episodio del telefilm, la loro storia si evolve con difficoltà, ostacolata principalmente dal segreto che Prue nasconde ad Andy, circa la sua vera natura di strega. Nell'episodio 1.19, La pozione magica, l'ispettore scopre il segreto e la storia, quindi, sembra poter avere un séguito. Ma nell'episodio conclusivo della prima stagione (episodio 1.22, Déjà vu), Andy si spegne per mano del demone Rodriguez, e la strega, distrutta dal dolore, sentendosi responsabile per la sua morte, non riesce a perdonarsi.
Durante la seconda serie, Prue vive una nuova storia d'amore con il suo partner di lavoro, Jack Sheridan. Quando si licenzia dalla casa d'aste Buckland, nell'episodio 2.12, Il risveglio, anche la storia con Jack finisce. Da questo momento in poi, non avrà altre storie sentimentali importanti, anche se alcuni brevi amori (come Bane Jessup, nell'episodio 2.15, Il segnale) colpiranno molto il suo cuore.
Per quanto riguarda le storie d'amore del suo passato, prima di diventare strega, la relazione più importante di cui si ha notizia è quella con Roger, un impiegato dell'azienda per cui Prue lavorava, prima di essere assunta alla casa d'aste Buckland. Dai numerosi flashback dell'episodio 3.17, "Le nove vite del gatto", pare che lei fosse in procinto di sposare Roger, ma la morte della nonna e alcuni avvenimenti che avevano coinvolto anche la sorella minore Phoebe avevano mandato all'aria le nozze e Prue aveva quindi lasciato Roger.

### Lavoro
Dal punto di vista lavorativo, Prue, nel primo episodio del telefilm, si licenzia dall'azienda dove lavora il suo ex-fidanzato Roger (lo stesso con cui avrebbe dovuto sposarsi e di cui si sente parlare molto nell'episodio 3.17, "Le nove vite del gatto"). Viene, quindi, assunta da Rex Buckland e Hannah Webster (che si riveleranno due demoni assassini), alla casa d'aste Buckland, dove lavora per quasi un anno e mezzo. Quando Rex e Hannah vengono uccisi, il nuovo capo di Prue diviene la severa Claire Price, mentre, a partire dall'episodio 2.06, "Quella vecchia bacchetta magica", il nuovo partner lavorativo di Prue diviene Jack Sheridan.
Nell'episodio 2.12, "Il risveglio", tuttavia, Prue decide di licenziarsi. Nell'episodio 2.14, "Il fascino del male", Prue aveva rivissuto una sua vita precedente, nella quale era una fotografa molto in gamba, P. Bowen, e questo fatto aveva risvegliato in lei la passione per questo lavoro. Nell'episodio 2.16, "L'angelo nero", dunque, Prue corona il suo sogno: viene assunta alla rivista 415 come reporter fotografica e il suo primo incarico è quello di fotografare la donna più sfortunata di San Francisco (che scoprirà poi essere perseguitata da un angelo nero).

## Poteri magici
Prue, sorella maggiore, riceve il potere più forte tra quelli iniziali del Trio, il potere della telecinesi (che nel corso del tempo e dopo la sua morte, verrà superato, ma è dibattuto, in quanto se si pensa all'episodio ambientato nell'ipotetico futuro del 2009, si vede Prue distruggere la soffitta con un minimo gesto della mano.Quindi dopo anni da strega il suo potere si è notevolmente potenziato, lasciando intendere che il suo sia il potere più forte, anche dopo la sua scomparsa.da quello esplosivo di Piper, dall'empatia di Phoebe e dalla telecinesi orbitante di Paige ovvero la capacità di muovere gli oggetti col pensiero, all'inizio semplicemente guardandoli e in seguito (episodio 1.19, "La pozione magica") guidando i suoi poteri tramite le mani; dato che i suoi poteri provengono principalmente dalle emozioni, nel momento in cui Prue è stata in grado di enfatizzare gli effetti telecinetici desiderati che voleva, ha ottenuto un maggiore controllo e forza sui suoi poteri. Nella terza stagione Prue impara a levitare come sua sorella Phoebe grazie alla levitazione telecinetica. Il suo potere però non è forte come quello di Phoebe, in quanto le permette di fare salti un po' più in alto, rallentare la caduta, e in quei pochi istanti che si trova in aria di muoversi agilmente. Inoltre sempre nella terza stagione, la sua potenza fisica raggiunge quella di Phoebe imparando anch'ella le arti marziali e acquisendo come sua sorella una forza sovrumana.
Come estensione dei suoi poteri telecinetici, dall'episodio 2x9, La Signorina Hellfire, Prue è diventata capace di proiettarsi da un posto ad un altro desiderando di essere in due posti diversi nello stesso istante, con il potere della proiezione astrale. Tuttavia, come si vede nell'episodio 3x6, Empatia, la strega non era in grado di usare contemporaneamente i poteri di telecinesi e proiezione astrale: all'inizio dell'episodio, si vede infatti la proiezione astrale di Prue che tenta di muovere con la telecinesi una forchetta sul tavolo; Phoebe chiede a Prue cosa stia facendo e la ragazza risponde che sta insegnando la telecinesi alla sua proiezione astrale.
Come le sue sorelle, Prue può lanciare incantesimi, creare pozioni e individuare con un cristallo gli esseri magici.
Nella sua ultima apparizione nell'episodio finale Il Segreto svelato, Prue inizia a sviluppare una potenza di rilevamento che si manifesta pochi secondi prima dell'apparizione del demone Shax. Non è chiaro se questo è stato un ampliamento del potere della proiezione astrale di Prue.
- Telecinesi (capacità di spostare e teletrasportare oggetti e persone con la forza del pensiero, tramite sguardo, gesti e parole)
- Levitazione telecinetica
- Forza sovrumana combinata alla telecinesi e alla levitazione telecinetica
- Proiezione astrale
- Telerilevamento (capacità di rilevare il bene ed il male)
- Localizzazione con il pendolo
- Preparazione di pozioni
- Formulazione di incantesimi
- Evocazione

## Realtà alternative
Nell'episodio 2.02 "Viaggio nel futuro", ambientato in un ipotetico 2009, Prue è una maniaca del lavoro, in possesso della Casa d'Aste, con filiali in varie parti del mondo. Si è tinta i capelli di biondo, è estremamente spocchiosa e non si fa problemi a licenziare gente che non rende. Non è sposata, né lo è mai stata, in quanto il lavoro occupa tutta la sua vita. Non sembra avere il potere della proiezione astrale come poi avverrà, in compenso amplifica notevolmente il potere della telecinesi, che se scaturito con rabbia può provocare veri e propri disastri.

## Vita precedente
Nell'episodio 2.14 "Il fascino del male", ambientato nel 1924, vengono mostrate le vite passate delle tre sorelle Halliwell; Prue (a quel tempo P. Bowen) era una fotografa, oltre che Strega buona, cugina delle vite precedenti di Piper e Phoebe. Ucciderà quest'ultima assieme alla prima. Possedeva il potere della Criocinesi, ovvero il potere di controllare il ghiaccio (attivato tramite il proprio soffio), ritenuto il più letale dalla stessa Phoebe essendo il più potente tra quelli delle tre cugine.

## Fumetti
La storia continua nella nona serie a fumetti, pubblicata ufficialmente nel 2010 dalla Zenescope Entertainment: si viene a sapere che Prue non accettò di buon grado la propria morte, non potendo scoprire completamente il suo destino a differenza delle sue sorelle. Facendo un patto con gli Anziani si reincarna nel corpo di una strega in coma di nome Patience. Cole, per ottenere la redenzione, accetterà di andare a cercarla sotto richiesta della madre delle Halliwell. Alla fine della stagione (dopo la sconfitta della prima strega Neena) Prue diventerà la custode del Nesso.